# Willem Andriessen
Willem Christiaan Nicolaas Andriessen (født 25. oktober 1887 i Haarlem, Holland, død 29. marts 1964 i Amsterdam, Holland) var en hollandsk komponist, pianist, professor og lærer.
Willem, der er bror til Hendrik Andriessen, og onkel til Louis Andriessen og Jurriaan Andriessen, studerede klaver og komposition på Amsterdam Musikkonservatorium.
Han var hovedsagelig koncertpianist, men komponerede også orkesterværker, korværker, solo klaverstykker, sange etc. 
Han underviste og var professor i klaver og komposition på Musikkonservatoriet i Haag og på Musikkonservatoriet i Rotterdam.

## Udvalgte værker
- Klaverkoncert - for klaver og orkester
- Overture -for orkester
- Sonater - for klaver
- Sonatiner - for klaver

## Eksterne kilder og henvisninger
- Om Willem Andriessen iJaarboek van de Maatschappij der Nederlandse Letterkunde, 1965
- Om Willem Andriessen på www.astro.com